# بلدة غرينوود (مقاطعة كلير)

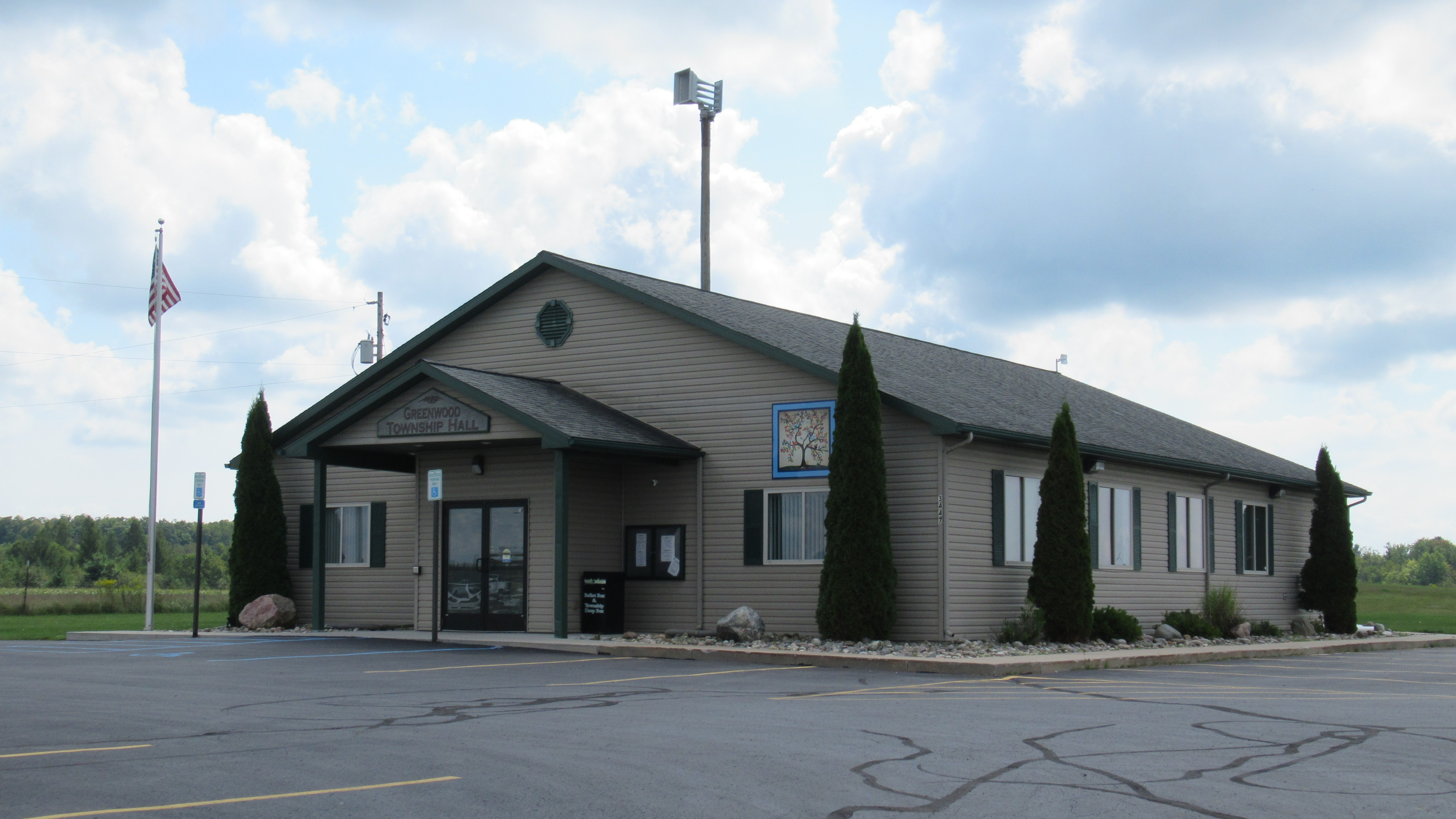
بلدة غرينوود (مقاطعة كلير) الولايات المتحدة

غرينوود، مقاطعة كلير (بالإنجليزية: Greenwood Township, Clare County, Michigan)‏ هي بلدة تقع بولاية ميشيغان في الولايات المتحدة. تبلغ مساحتها 91.8 (كم²)، وترتفع عن سطح البحر 355 م، بلغ عدد سكانها 1059 نسمة في عام تعداد الولايات المتحدة 2000 حسب إحصاء مكتب تعداد الولايات المتحدة وتصل الكثافة السكانية فيها 11.6 نسمة/كم2.

## وصلات خارجية
- The US50 - Cities and Towns in Michigan State
- Michigan Cities and Towns, Facts, Map, Flag, Colleges, Government, and More